# Ernest Bornemann
Pour les articles homonymes, voir Bornemann.
Ernest Bornemann, parfois écrit Borneman, né le 12 avril 1915 à Berlin dans l'Empire allemand et mort le 4 juin 1995, est un écrivain de roman policier, un scénariste, un anthropologue, un ethnomusicologue, un musicien de jazz, un critique de jazz, un psychanalyste, un sexologue et un militant socialiste allemand.

## Biographie
Il fait des études à l'université de Berlin de 1931 à 1933. Membre du Parti communiste d'Allemagne, il fuit l'Allemagne après l'arrivée au pouvoir des nazis en 1933. Il obtient l'asile politique en Angleterre. Il apprend l'anglais et poursuit ses études à l'université de Londres jusqu'en 1935, puis à l'université de Cambridge pendant deux ans. Dès 1937, il publie son premier roman policier The Face on the Cutting-Room Floor (en) signé Cameron McCabe.
À Londres, il rencontre l'ethnologue et psychanalyste américain Géza Róheim et, sous son influence, s'intéresse à l'anthropologie. Passionné de jazz, il publie en 1940 une encyclopédie Swing Music. An Encyclopaedia of Jazz. La même année, il est déporté au Canada dans un camp réservé aux citoyens d'un pays ennemi (Étranger ennemi (en)). Il est libéré et travaille pour la BBC et pour l'Office national du film du Canada. En 1947, il est responsable du département cinématographique de l'UNESCO à Paris.
En 1948, il fait paraître Tremolo (Tremolo), romans dont le héros est un joueur amateur de clarinette, passionnée de jazz. Pour Claude Mesplède et Jean-Jacques Schleret, « ce roman que tout amateur de jazz se doit d'avoir lu, est également une œuvre angoissante et oppressante dans lequel un ménage uni se désagrège peu à peu à la suite d’événements étranges ».
En 1960, il travaille en Allemagne à la création d'une station de télévision nationale. En 1976, il obtient un doctorat pour une étude approfondie de l'origine et l'avenir de patriarcat (Das Patriarcat). De 1982 à 1986, il est président de la German Society for Social-Scientific Sexuality Research (en). En 1990, il reçoit la Magnus Hirschfeld Medal (en).
Durant les dernières décennies de sa vie, il vit à Scharten en Haute-Autriche, où il se suicide à l'âge de 80 ans.

## Hommage
La bande dessinée Cauchemars ex machina de Thierry Smolderen et Jorge Gonzalez le met en scène, aux côtés de Margery Allingham.

## Œuvre

### Roman signé Cameron McCabe
- The Face on the Cutting-Room Floor (en) (1937), publié en français sous le titre Coupez !, traduit par Héloïse Esquié, introduction de Jonathan Coe, Sonatine Éditions (2018)  (ISBN 978-2-35584-658-8)

### Romans signés Ernst Bornemann
- Tremolo (1948) Publié en français sous le titre Tremolo, traduit par Henri Robillot, Paris, Gallimard, Série blême no 16, 1951
- Face the Music
- The Compromisers (1962)
- Tomorrow Is Now
- The Man Who Loved Women (1968) (autre titre Landscape With Nudes)

### Autres ouvrages
- Swing Music. An Encyclopaedia of Jazz (1940)
- A Critic Looks at Jazz (1946)
- Lexikon der Liebe und Erotik (1968)
- Psychoanalyse des Geldes. Eine kritische Untersuchung psychoanalytischer Geldtheorien (1973)
- Studien zu Befreiung des Kindes (1973)
- Der obszöne Wortschatz der Deutschen—Sex im Volksmund (1974)
- Das [Patriarchat. Ursprung und Zukunft unseres Gesellschaftssystems (1975)
- Reifungsphasen der Kindheit. Sexuelle Entwicklungspsychologie (1981)
- Die Welt der Erwachsenen in den verbotenen Reimen deutschsprachiger Stadtkinder (1982)
- Rot-weiß-rote Herzen. Das Liebes-, Ehe- und Geschlechtsleben der Alpenrepublik (1984)
- Das Geschlechtsleben des Kindes. Beiträge zur Kinderanalyse und Sexualpädologie (1985)
- Die neue Eifersucht. Starke Männer zeigen Schwäche: Sie werden eifersüchtig (1986)
- Ullstein Enzyklopädie der Sexualität (1990)
- Sexuelle Marktwirtschaft. Vom Waren- und Geschlechtsverkehr in der bürgerlichen Gesellschaft (1992)
- Die Zukunft der Liebe (2001)

### Autobiographie
- Die Ur-Szene. Eine Selbstanalyse (1977)

## Spectacle musical
- Four O'Clock in the Morning Blues (jazz opera pour la BBC)

## Filmographie

### Adaptation au cinéma
- 1954 : Face the Music, film britannique réalisé par Terence Fisher, adaptation du roman éponyme

### Scénarios pour le cinéma
- 1954 : Bang! You're Dead, film britannique réalisé par Lance Comfort
- 1967 : Les Turbans rouges (The Long Duel), film britannique réalisé par Ken Annakin

### Scénarios pour la télévision
- 1955 : 1 épisode de la série télévisée britannique Fabian of the Yard (en)
- 1956 : 1 épisode de la série télévisée britannique The Adventures of Aggie (en)
- 1957 : 1 épisode de la série télévisée britannique Robin des Bois (The Adventures of Robin Hood)
- 1957 : 1 épisode de la série télévisée britannique ITV Play of the Week (en)
- 1964 : 8 épisodes de la série télévisée allemande Slim Callaghan greift ein

## Sources
- Claude Mesplède et Jean-Jacques Schleret, SN, voyage au bout de la Noire : inventaire de 732 auteurs et de leurs œuvres publiés en séries Noire et Blème : suivi d'une filmographie complète, Paris, Futuropolis, 1982 (OCLC 11972030), p. 39